# 酒井暊
酒井 暊（さかい あきら、1911年（明治44年）9月29日 - 1993年（平成5年）11月28日）は、日本の政治家。元小松島市長（4期）。徳島県小松島市出身。

## 経歴
1933年（昭和8年）、早稲田大学専門部商科卒業。同年に徳島県庁に就職。県庁では秘書課長・労政課長・福祉課長・建築課長・板野地方事務所長・農政課長を歴任。
1957年（昭和32年）に小松島市長に当選。1973年（昭和48年）まで4期を務めた。